# 美唄車站
美唄車站（日语：／ Bibai eki */?）是一由北海道旅客鐵道（JR北海道）所經營的鐵路車站，位於日本北海道美唄市東1條南2丁目，是JR北海道函館本線沿線車站之一，屬於JR北海道本社（札幌總部）的直轄範圍。
由於是所在地美唄市的主車站，所有通過本站的函館本線優等列車至少都有部分的班次會在此停靠，包括「超級神威」（スーパーカムイ）、「鄂霍次克」（オホーツク）、「超級宗谷」（スーパー宗谷）與「佐別呂」（サロベツ）等列車。

## 簡介
美唄車站站內設有一對相對式月台兩條乘車線，分別供上下行列車使用，兩路線間還設有一條無月台的中線（2號線）。
美唄車站目前所使用的現代化建築站體，是在2002年時改建完成並啟用，以取代原本在1936年時啟用的舊站房。
雖然目前美唄只有函館本線一條路線通過，但是在過去這裡曾是函館本線南美唄支線（1973年廢線）與本線之間的分岔點。除此之外，由三菱礦業（今三菱材料（三菱マテリアル）的前身）所經營的美唄鐵道線也曾以本站作為起點，但該線已於1972年伴隨礦山的停採而廢線。

## 相鄰車站
北海道旅客鐵道（JR北海道）
- 特急「超級神威」、「鄂霍茨克號」、「超級宗谷」、「Sarobetsu」停靠站

■函館本線
光珠內（A15）－美唄（A16）－茶志內（A17）

### 曾經存在的路線
三菱美唄炭礦
三菱礦業美唄鐵道線
美唄－東明
日本國有鐵道（國鐵）
函館本線南美唄支線
美唄－南美唄